# Єва Юстін
Єва Юстін (нім. Eva Justin 1909–1966) — німецька вчена-психолог і антрополог нацистської Німеччини, була одним з головних ідеологів геноциду циган у Німеччині.

## Історія
Єва Юстін народилася в сім'ї працівника Рейхсбана Карла Юстіна і Маргарете в Дрездені. У 1925 році вступила до молодогерманського ордена. У 1933 році Єва в віці 24 років отримала атестат зрілості в гімназії Луйзенштіфт. У 1934 році дівчина вступила на навчальний курс медсестри в університетській клініці в Тюбінгені, де зустріла Роберта Ріттера, який вивчав циган. Пізніше Ріттер зробив Єву своїм заступником 2 листопада 1937 року в Берліні.

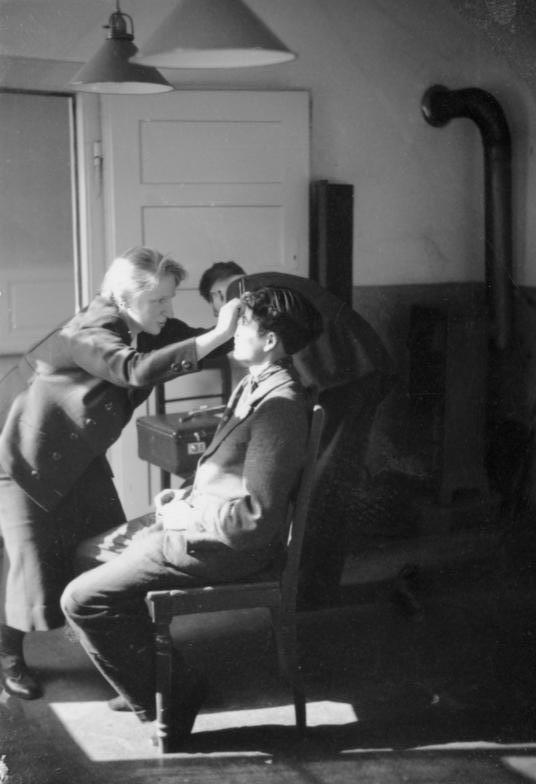
Єва Юстін вимірює череп циганського хлопчика

Юстін знала циганську мову, тому заслужила довіру з боку циган. Вона проводила ретельні дослідження євгеніки циган, вивчала статистику спадкових захворювань і їхні соціальні адаптації.
Стала відомою завдяки докторській дисертації «Lebensschicksale artfremd erzogener Zigeunerkinder und ihrer Nachkommen» (Долі циганських дітей та їхніх нащадків, вихованих в чужому середовищі), яка була заснована на дослідженнях 41 дитини напівциганського походження, яких з самого дитинства виховували без контакту з циганською культурою.
В результаті своїх досліджень Юстин прийшла до висновку, що «з циганських дітей неможливо виховати повноцінних членів німецького суспільства, так як їм властива природна лінь, недоумство, схильність до бродяжництва, інцесту і злодійства. Дорослі цигани, за її твердженнями, не здатні до вивчення науки і не бажають працювати, таким чином не піддаються повній асиміляції в німецьке суспільство, і є небажаним і шкідливим елементом для нього».

## Голокост
Дисертацію схвалив німецький етнолог Ріхард Турнвальд, і після завершення експерименту всі 41 дитина були депортовані в циганський відсік табору в Освенцімі. Пізніше в табір прибув німецький лікар Йозеф Менгеле, який ставив над деякими з дітей експерименти, інші ж були вбиті в газових камерах. В живих залишилися тільки 2 дитини. Приблизно в цей же час Єва Юстін отримала вчений ступінь доктора філософії.

## Після війни
Після війни Єва Юстін уникла політичних переслідувань і в 1947 році влаштувалася працювати дитячим психологом в департаменті соціальних служб муніципалітету Франкфурта-на-Майні, хоча і не мала спеціальної освіти. У 1958 році окружний прокурор у Франкфурті почав розслідування расових злочинів Юстин до закінчення війни, проте справа була закрита після заключення прокурора про термін давності справи і недостатні докази . Померла в 1966 році від раку.

## Early life

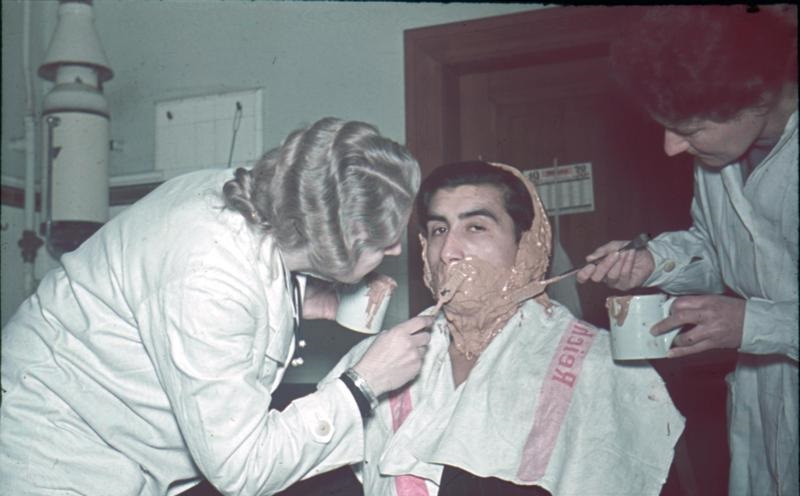
Фото де Єва Джастін робить зліпок обличчя в 1936 році

Народилася у Дрездені в 1909 році,була дочкою залізничного чиновника, Єва Джастін працювала асистентом нацистського психолога Роберта Ріттера .  
Була німецьким антропологом, яка діяла за часів нацизму. Вона спеціалізувалася на науковому расизмі. Її робота сприяла злочинам нацистів проти синтів та ромів.Спочатку Джастін навчалася на медсестру та отримала ступінь доктора антропології в Берлінському університеті в 1943 році, незважаючи на те, що не дотримувалася звичайної університетської процедури для цього.  Ойген Фішер навчав її під час підготовки докторської дисертації та випускних іспитів, а етнолог Річард Турнвальд був рецензентом.  Вона була одною з перших зареєстрованих медсестер, які отримали ступінь доктора філософії.  Володіючи ромською мовою, Джастін заслужила довіру ромів і сінті.. докторська дисертація Джастін мала назву «Lebensschicksale artfremd erzogener Zigeunerkinder und ihrer Nachkommen» («Біографічні долі циганських дітей та їхніх нащадків, які отримали освіту в спосібом, невідповідного для їхнього роду»).
1. ↑  Barth, (2005)
2. ↑  Friedlander, Henry (1997). The Origins of Nazi Genocide: From Euthanasia to the Final Solution. University of North Carolina Press. с. 250. ISBN 978-0807846759